# 楚格
楚格（德语：、法語：、義大利語：、新拉丁語：Tugium）是瑞士联邦楚格州的市镇和首府，2018年12月31日人口数为30,535。有直通火車連接兩大城市蘇黎世及日內瓦。

## 名称
楚格（Zug）这个名字来源于古高地德语词汇Zug，意思是“拉”、“抓（鱼）”或者“拉渔网”。进入中古高地德语时期之后，这个单词的意思变成了法律术语，即“捕鱼正义”或者“捕鱼”，这个通用词在当地的含义就是“一个地方”或者“一个允许你捕鱼的地方”。后来转化为特指当地捕鱼产生的定居点，最终变成了定居点的名字。
随着时间的推移，Zug这个字的意义也逐渐扩展到了“火车”的意思，尤其是在连接多节车厢的铁路车辆被机车牵引的情况下。这种意义的转变大概发生在19世纪，随着铁路运输的兴起。第一条蒸汽铁路在19世纪初开始运营，随着火车成为一种重要的交通工具，“Zug”这个词开始专门用来指代火车或铁路服务。到19世纪中后期，“Zug”在这个语境中的用法已逐渐确立，这与德国和欧洲铁路网络的发展密切相关。因此，虽然没有确切的日期来标定这个变化，但这种意义的转变与工业革命及铁路系统的兴起是息息相关的。
“Zug”在德语中的发音是 [tsuːk]。其中，“Z”发音类似于英文的“ts”，“u”发长音，类似于中文的“乌”或者英文tool中的"oo"，“g”则发音为硬音，类似于“克”但更短促。所以，整体发音可以理解为“茨乌克”，听起来有些像“tsuːk”。
楚格的拉丁语名字Tugium是瑞士人文主义者格拉雷安在16世纪发明，他认为这个地方可能是古希腊人斯特拉波提到的赫尔维蒂人图金部落（Tugins）居住的地方。但是目前的考古发现尚没有找到任何相关的高卢人或者罗马人的定居点。

## 历史

### 中世纪前期
1173年，统治楚格附近地区的伦茨堡家族灭亡，改由基堡家族统治，他们可能在13世纪初左右建立了楚格城市。沿着城市上山可以看到之前的一些旧遗迹，包括教堂、楚格城堡和楚格村庄。长期以来，建立这座城市的主要动机是该地位于从苏黎世经圣哥达山口通往意大利北部的贸易线路上面的重要位置。这条线路通过楚格湖，然后是伊门湖，最终抵达琉森湖。楚格在1303年获得了海关特权，特别是针对苏黎世面向意大利的贸易通行证。
1242年，楚格第一次被称为oppdium（拉丁语的“城镇”或者“小镇”），在1255年被称为castrum（拉丁语的“城堡”或者“固定地点”）。在楚格老城以北的湖边找到了一个郊区聚落，发现有一个名叫Stad的工匠定居点。
1273年，鲁道夫一世在当选为德意志国王之前，他买下众多基堡家族和劳芬堡家族的土地，包括了属于基堡家族的楚格市。哈布斯堡王朝控制此地之后，将楚格与附近的一些区域进行行政合并。随后，在当地大规模扩建城市防御工事，包括设置了瞭望塔、城墙加固和护城河。
1315年，楚格在利奥波德一世公爵领导下，作为莫加滕战役中哈布斯堡军队的集结点。虽然哈布斯堡王朝在战斗中失败，但是楚格仍然属于哈布斯堡王朝。随着1332年和1351年，卢塞恩和苏黎世相继加入瑞士邦联，导致楚格完全被邦联的领土包围。1352年，瑞士邦联围攻楚格，楚格被迫投降并加入邦联。即便如此，楚格仍然一定程度上被哈布斯堡王朝控制，特别是在司法权方面。同年，在路易五世的调解下，瑞士邦联与阿尔布雷希特二世达成了和平协议，瑞士邦联得到了承认，但楚格仍然受哈布斯堡王朝控制。1365年，施维茨统治者再次征服了楚格市，不过并没有得到其他邦联城镇的支持。到1400年，瓦茨拉夫四世正式授予楚格高级管辖权。

### 中世纪后期
14到15世纪，楚格市不断收购楚格湖附近地区。1415年，西吉斯蒙德正式授予楚格市帝国自由城市的称号，楚格获得了完全的独立。1435年3月4日，发生了一场大灾难，楚格的一条街区Untergasse跟楚格湖边上的一些房屋瞬间下陷沉没到了湖中，导致60人遇难。
1478年，在建筑师汉斯·费尔德（Hans Felder）的支持下，建造了圣奥斯瓦尔德教堂，并且扩大了城市面积。新的城市修建计划以科林广场为中心，所有交通线路都在这里交汇，可以说是文艺复兴时期理想城市的典范之作。1505年，市政厅成功落成。1516年建立了医院，1530年建立了粮仓（现在已经改建成图书馆）。1536年，防御工事修建完毕，包含新的圆柱塔。
1526年宗教改革并没有影响楚格，楚格保持了天主教信仰。1586年，楚格与乌里、施维茨、下瓦尔登、弗里堡和索洛图恩组成黄金联盟（Goldenen Bund）。

### 近现代
在拿破仑战争期间，楚格属于赫尔维蒂共和国瓦尔德施泰特州的一部分，并在1799年取代施维茨成为该州的首府。
赫尔维蒂共和国解体之后，楚格在1814年颁布第一部州宪法，确定楚格成为楚格州的首府。1830年开始，联邦内保守派和自由派的冲突开始加剧，代表天主教保守派的独立联盟成立后，楚格也是其中的一员。伴随着独立联盟战争的失败，楚格在1847年11月投降，并向瑞士联邦军队支付赔款。
1887年7月5日，楚格再次出现了与1435年类似的灾难，楚格湖岸突然坍塌，湖水涌入市郊，摧毁了众多建筑物，造成11人死亡，650人无家可归。为了防止类似的事件再次发生，湖岸边的建筑相继被拆毁，用绿化设施进行取代。
2001年9月27日，楚格市议会发生恐怖袭击事件（俗称楚格大屠杀），造成当地14名政客死亡和多人受伤。

## 地理概况

### 位置
楚格海拔约425米，坐落在楚格湖东北岸，楚格山下西坡山脚处，位于瑞士中部。楚格市至苏黎世约23公里 (蜂线距离)。

### 土地使用
楚格州市政区域为21.61平方公里，若包括面积12平方公里的楚格湖，则总面积为33.84平方公里。楚格湖的湖岸线长约11公里，起始至东岸的卡姆，延伸到瓦尔维尔附近的Lotenbach。1997年，楚格市政区域包括23.8％的居住土地，35.5％的农用土地，38.1％的森林以及2.6％的非生产性土地。

## 经济
楚格州被称为瑞士的避税天堂，他们的税率是全国最低水平，只有平均水平的一半。因此很多从事贸易行业和金融行业的跨国大公司都将总部设在这里，例如巴斯夫的子公司Wintershall和Intertrade AG。楚格还有大量的控股公司、住所公司（实际上的“空壳公司”）和信托办事处。不少体育界的公司也在此处落脚。即便享受低税率，当地居民仍然要承受比较高的生活成本。在全市30000名居民中，大概提供24000个工作岗位，注册了12000家公司。西门子楼宇科技是当地最大的雇主，拥有1900名员工，其次是楚格州政府，拥有1600名员工。其他大型企业还包括V-Zug AG、城市管理部门、楚格州立银行、联合利华等等。
楚格市作为从古至今的欧洲珠宝重镇，享有浓厚的金匠工艺氛围。现今位于Neugasse 27号的Lohri公馆是整个欧洲大陆最古老的金匠铺，其运营史可追溯到1620年，至今仍然有金匠在那边工作。

## 政治

### 立法
1963年2月，楚格大市议会（Grosse Gemeinderat）取代了之前的楚格市政议会成为城市的立法机构。大市议会由议会主席、副主席和38名议员组成，一共40人，大市议会本身由市民采用比例代表制的方法选举而出，议员任期固定为四年。但市议会主席、副主席和2名出纳员是由市议会进行内部选举产生，任期为2年。他们的权力由2005年颁布的楚格市政法典进行规定。一般来说，大市议会每月会在政府大楼的州议会厅举行一次定期会议。现任大市议会主席是布鲁诺·齐默尔曼（Bruno Zimmermann），隶属瑞士人民党。
2018年的选举之后，自民党.自由党在议会中占据最多的席位，共10席。其次是瑞士人民党8席。

### 行政
楚格市委员会（ Stadtrat）是楚格的行政权力机构，由市长、副市长、其他三名委员以及一名书记官组成。市委员会每四年按照比例代表制进行一次选举。市长直接由多数制决定。他主要负责市内行政的管理和监督，并对外代表市政府。他每周都会在楚格市政厅举行会议。现任市长是卡尔·科贝尔特（Karl Kobelt）（自民党.自由党），2016年就任至今。副市长是维洛妮·施特劳布-米勒（Vroni Straub-Müller）（基督教社会党）。

## 文化
湖岸已经筑成堤坝并形成了一条散步长廊，从这里可以欣赏到瑞吉山和皮拉图斯峰，以及伯尔尼高地的诸座山峰。在堤岸的北端，建有一座纪念碑标识着1887年湖岸坍塌的地方。
楚格市内最著名的建筑就是圣奥斯瓦尔德教堂（约建于15世纪后期），供奉诺森布里亚国王圣奥斯瓦尔德。楚格市政厅，同样建造于15世纪，现在是历史和董古博物馆。附近还有一些古色古香的彩绘房屋。在稍高位置山坡上面的是嘉布遣会修道院，非常靠近楚格城墙。
商业区位于老城区以北的高地上面，靠近火车站的位置。城镇西南是嘉布遣会女修道院，她们负责管理一所大型女子学校和其他几家教育机构。
楚格史前博物馆收藏了一些重要的考古遗迹，特别是青铜时代晚期定居点的遗迹。不少楚格人移民到了俄罗斯，被称为伏尔加德意志人，响应叶卡捷琳娜二世的召唤。
楚格市内有三个重要的博物馆，楚格史前博物馆主要是展览楚格州内的考古发现和遗迹。楚格城堡内设有楚格市和州文化历史博物馆。最后一个是楚格美术馆。
楚格当地的文化还包括著名的楚格樱桃和樱桃利口酒蛋糕，除了樱桃和樱桃利口酒蛋糕以外，楚格“Rötel”，当地特色的楚格湖鱼，也是一道特色美食，可以在当地从餐厅品尝到。
楚格当地有不少建筑都属于瑞士国家和区域重要文化财产名录，其中包括两个图书馆，前嘉布遣会修道院图书馆和圣迈克尔教区教堂图书馆。以及另外三个博物馆，还包括Sumpf，青铜时代晚期的湖岸聚居地。Sumpf、Oterswil/Insel Eielen和Riedmatt三处遗址都属于阿尔卑斯地区的史前湖岸木桩建筑，也就是联合国教科文组织指定的世界遗产。

## 当地出身的名人
- 西莫内塔·索马鲁加——前瑞士联邦主席
- 弗里茨·施密特——前新西兰国家足球队主教练